# Usop
Usop (ウソップ?, Usoppu) è uno dei protagonisti del manga One Piece, scritto e disegnato da Eiichirō Oda, e delle sue opere derivate. Nella versione italiana dell'anime il nome del personaggio viene scritto Usopp, come nella versione originale. Nonostante il nome sia da pronunciare così come si scrive, in italiano è stato invece pronunciato Asop fino all'episodio 578 e per i primi dodici film.
È il quarto personaggio a diventare membro della ciurma di Cappello di paglia, deciso a diventare un coraggioso guerriero del mare per rendere fiero il padre Yasop. Appare bugiardo e codardo, ma all'occorrenza sa compiere atti di coraggio per ricompensare la fiducia che i compagni ripongono in lui. È un provetto cecchino dalla mira infallibile, un grande inventore e anche un discreto carpentiere e disegnatore. In combattimento ricorre ad una grossa fionda.

## Concezione e sviluppo
Oda aveva già in mente un personaggio che ricoprisse il ruolo di cecchino sin dalla prima bozza della ciurma: tale personaggio era abbastanza diverso dall'Usop attuale, in quanto era lievemente più alto, non aveva il caratteristico lungo naso ed era apparentemente più anziano; ricopriva inoltre il ruolo di vicecapitano. Un personaggio più simile ad Usop appare in una bozza più recente e, dalle annotazioni, doveva essere il quarto componente della ciurma contando anche Rufy.
Nel corso della storia Usop si è mostrato come uno dei componenti più deboli del gruppo: in una dichiarazione del 2007, Oda ha sostenuto che ciò gli permette di attirare le simpatie dei fan, aggiungendo inoltre che avrebbe mantenuto questo titolo indipendentemente da chiunque si fosse unito in futuro.

## Biografia del personaggio

### L'infanzia, il Mare Orientale e la prima metà della Rotta Maggiore
Usop nasce nel villaggio di Shirop, nel Mare Orientale. Appena nato, il padre Yasop abbandona la famiglia per imbarcarsi sulla nave di Shanks il Rosso e qualche anno dopo la madre Banchina (バンキーナ?, Bankina) muore a causa di una malattia: durante la sua convalescenza Usop, per cercare di consolarla, fingeva ogni giorno che i pirati del Rosso fossero tornati sull'isola: anche dopo la sua morte continua a correre per il villaggio urlando dell'arrivo dei pirati, guadagnandosi la fama di inguaribile bugiardo. Crescendo fa la conoscenza con Carota, Cipolla e Peperone, tre ragazzini con cui fonda la banda dei "pirati di Usop", e con Kaya, una ragazza orfana che si era ammalata a seguito della morte dei genitori: ogni giorno, sebbene il maggiordomo Krahador disapprovasse, Usop andava alla sua finestra per parlarle delle sue avventure, rigorosamente inventate, nel tentativo di farla star meglio. Un giorno sbarcano sull'isola Monkey D. Rufy, Roronoa Zoro e Nami, con cui Usop stringe amicizia: insieme scoprono che Krahador in realtà è il pirata Kuro, e che è intenzionato a uccidere Kaya per appropriarsi dell'eredità della ragazza. I quattro, aiutati dai pirati di Usop, sconfiggono la ciurma di Kuro: Kaya per ripagarli dona loro un brigantino, la Going Merry, sul quale Usop si imbarca assieme alla neonata ciurma di Cappello di paglia, con l'intenzione di ritrovare il padre e diventare un coraggioso pirata.
Assieme i quattro affrontano la flotta di Creek, reclutando nell'occasione il cuoco Sanji, la ciurma di Arlong e sfuggono al capitano della marina Smoker a Rogue Town, riuscendo a entrare nella Rotta Maggiore. Qui fanno la conoscenza con Nefertari Bibi, principessa del regno di Alabasta che chiede loro di aiutarla a sconfiggere Crocodile, membro della Flotta dei Sette intenzionato a effettuare un colpo di Stato nel suo regno. Durante il viaggio sbarcano sull'isola di Little Garden, dove conoscono i giganti Dori e Brogi: Usop, impressionato dai due, si ripropone di visitare un giorno la loro terra natale, Erbaf. Giunti ad Alabasta Usop affronta i membri della Baroque Works Mr. 4 e Miss Merry Christmas assieme a TonyTony Chopper, medico di bordo unitosi nel mentre alla ciurma. Giunti a Skypea Usop affronta assieme a Sanji e Rufy il sacerdote di Ener Satori. Tornati nel Mare Blu sfuggono a Foxy e all'ammiraglio della marina Aokiji giungendo a Water Seven. Qui scoprono che la Merry, già in condizioni critiche, non è più in grado di navigare: sebbene Rufy sia intenzionato a cambiare nave, Usop si mostra contrario alla decisione e dopo un pesante litigio con il capitano decide di abbandonare la ciurma, sfidando inoltre Rufy in un combattimento per il possesso della Merry, dal quale ne esce sconfitto. Usop viene poi rapito dal cyborg Franky e dai suoi uomini, intenzionati a chiedere un riscatto a Rufy: sia Franky che Usop vengono però catturati dalla CP9, organizzazione governativa incaricata di catturare Nico Robin, archeologa unitasi alla ciurma dopo gli eventi di Alabasta. Viene liberato da Sanji sul treno marino, ma si allontana nuovamente per poi riapparire nelle vesti di Sogeking: in queste vesti, su richiesta di Rufy, dà fuoco alla bandiera del Governo mondiale per poi salvare Robin da Spandam. Dopo aver dato l'addio alla Merry, ormai definitivamente distrutta, si riunisce alla ciurma dopo aver chiesto scusa per il suo comportamento.
A Thriller Bark la ciurma conosce lo scheletro musicista Brook e si imbatte nella ciurma di Gekko Moria: Usop, durante gli scontri, affronta e sconfigge Perona. Giunti all'arcipelago Sabaody, a seguito dell'aggressione di Rufy ai danni di un Nobile mondiale, la ciurma viene attaccata dall'ammiraglio Kizaru e dal membro della flotta Orso Bartholomew, che spedisce i vari membri della ciurma in varie parti del mondo. Usop atterra a Greenstone, dove fa la conoscenza con il bizzarro Herakles: dopo aver ricevuto il messaggio di Rufy, che rivelava a loro di ritrovarsi al Sabaody solo da lì a due anni, chiede a Herakles di allenarlo per farlo diventare più forte.

### Il Nuovo Mondo
Riunitisi al Sabaody dopo due anni, la ciurma salpa per l'isola degli uomini-pesce, dove sconfiggono i nuovi pirati uomini-pesce capitanati da Hody Jones. Giunti nel Nuovo Mondo sbarcano a Punk Hazard, dove Rufy stringe un'alleanza con il pirata Trafalgar Law per abbattere Kaido; qui conoscono anche il samurai Kin'emon e il piccolo Momonosuke. Giunti a Dressrosa la ciurma si scontra con il clan di Donquijote, organizzazione comandata dal membro della Flotta Donquijote Do Flamingo: Usop, aiutato da Nico Robin e dalla tribù dei Tontatta, riesce a neutralizzare Sugar, membro chiave del clan, che con i suoi poteri aveva trasformato in giocattoli e cancellato dalle memorie altrui parecchie persone sull'isola, scatenando la rivolta contro Do Flamingo: a seguito di ciò, Usop viene considerato un eroe da gran parte della popolazione dell'isola e delle persone salvate, facendogli acquisire il soprannome God Usop e scatenando la ribellione contro Do Flamingo. Giunti a Zo, fanno conoscenza con la tribù dei visoni: qui scoprono che Sanji è stato rapito dall'imperatrice Big Mom e costretto a sposare una delle sue figlie. Mentre Rufy, Nami, Brook e Chopper partono assieme ai visoni Pekoms, Pedro e Carrot per liberare Sanji, Usop, insieme al resto della ciurma e ai pirati Heart, si dirige al Paese di Wa, per preparare l'offensiva contro Kaido.
A Wa la ciurma scopre la verità su Kin'emon e su Momonosuke, venendo a conoscenza inoltre della storia di Kozuki Oden, padre del bambino. In seguito, Usop contribuisce a radunare le forze necessarie ad assaltare Onigashima, quartier generale di Kaido. Durante l'assalto affronta brevemente Page One per poi soccorrere Kin'emon e O-Kiku, rimasti in fin di vita dallo scontro contro Kaido. Salpata da Wa, dopo aver incontrato Jewelry Bonney ed essere giunta a Egghead la ciurma incontra il dottor Vegapunk, che chiede a Rufy di aiutarlo a fuggire dall'isola consapevole che il Governo stia cercando di ucciderlo per le sue ricerche sul secolo buio: intercettati dalla CP0 e dai Cinque Astri di Saggezza riescono a fuggire aiutati dai pirati Guerrieri Giganti.

## Descrizione

### Aspetto fisico

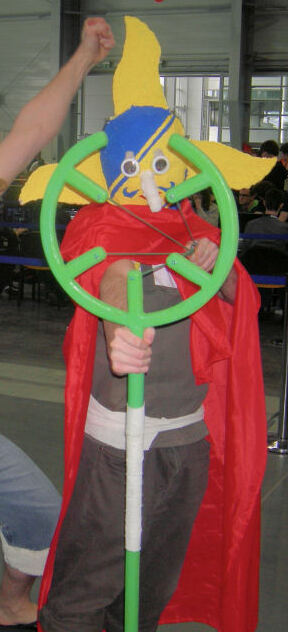
Cosplayer di Usop nelle vesti di Sogeking

Usop è descritto come un ragazzo magro e dai capelli neri e ricci; dopo i due anni di allenamento presenta un fisico più muscoloso e capelli lunghi. La caratteristica peculiare del suo aspetto è il naso più lungo del normale, spesso oggetto di battute e prese in giro. È solito indossare occhiali da cecchino. Durante l'attacco a Enies Lobby si presenta nelle vesti di Sogeking (そげキング?, Sogekingu): come "travestimento" indossa un mantello rosso e una maschera gialla e blu, debitamente forata nel mezzo per far passare il naso. Alla sua prima apparizione ha 17 anni.

### Personalità
Usop è descritto come un personaggio fifone, pessimista e bugiardo, ma leale e affezionato ai compagni. È uno dei membri della ciurma più infantili, e spesso lo si vede infatti a ridere e scherzare con Rufy e Chopper. A causa delle sue innumerevoli paure è sempre piuttosto restio a scendere in campo direttamente, specie in luoghi pericolosi o inquietanti, ma il legame che ha con i suoi compagni lo spinge di volta in volta a farsi coraggio; tuttavia, è proprio il profondo legame che ha con la loro prima nave, la Going Merry, a spingerlo ad abbandonare la ciurma quando gli altri decidono di abbandonarla a causa della sua impossibilità a navigare ulteriormente. Nonostante l'abbandono supporta i suoi compagni nell'attacco a Enies Lobby nelle vesti di Sogeking, dove si mostra ben più indipendente e intraprendente del normale. Ciò è causato dal fatto che i suoi compagni, indipendentemente dalle circostanze, credono in lui e ciò lo spinge a superare i suoi limiti.
Usop, tra le altre cose, svolge il ruolo di carpentiere della ciurma fino all'arrivo di Franky, cavandosela piuttosto bene nei lavori manuali: difatti è lui a disegnare il primo Jolly Roger della ciurma.

### Taglia
La sua prima taglia, assegnata dopo gli eventi di Enies Lobby, è di 30 milioni di berry; sul manifesto sono però presenti il nome e la fotografia di Sogeking. Dopo i fatti di Dressrosa, dove ha un ruolo cruciale nello scatenare la rivolta contro Do Flamingo, la sua taglia viene portata a 200 milioni e sul manifesto, oltre alla sua foto senza maschera, viene riportato il soprannome assegnatogli dai cittadini di Dressrosa ovvero "God Usop" (GODのウソップ?, Goddo no Usoppu). In seguito agli eventi di Wa la sua taglia viene aggiornata a 500 milioni di berry.

## Stile di combattimento
Usop è un cecchino e, come tale, predilige gli scontri a distanza a quelli corpo a corpo. Dotato di mira infallibile riesce a colpire bersagli fuori dalla portata dei tiratori normali anche in condizioni climatiche avverse: il suo soprannome, seppur autoassegnato, nelle vesti di Sogeking è "Re dei cecchini" (狙撃の王様?, Sogeki no ō-sama). In battaglia, se forzato a fronteggiare direttamente il nemico, è solito ricorrere a trucchi e strategie per debilitarlo o, nel caso, riuscire a fuggire. Durante gli scontri a Dressrosa sviluppa l'ambizione della percezione, riuscendo a usarla per breve tempo.

### Armi
Usop usa una fionda come arma principale: i suoi proiettili inizialmente spaziano dalle semplici palline da pachinko a proiettili esplosivi, incendiari o fumogeni, fino ad arrivare a proiettili non convenzionali come uova marce o palline di tabasco. Durante il viaggio a Skypiea entra in possesso di alcuni Dial, utilizzandoli sia direttamente che come basi per creare la sua nuova fionda, la Kabuto (カブト?): questa fionda, di forma circolare e dotata di cinque appigli per gli elastici, sfrutta i Dial contenuti in essa per modificare la potenza del tiro e la traiettoria dei proiettili.
Durante i due anni di allenamento apprende da Herakles l'utilizzo dei Pop Green (ポップ グリーン?, Poppu Gurin), dei semi particolari che germogliano ad alta velocità facendo spuntare piante di vari tipi, utilizzabili sia in combattimento, intrappolando i nemici o generando onde d'urto, che come strumenti quali barche o trampolini. Con i pop green ha potenziato anche la sua fionda, che ha rinominato Kabuto Nera ("黒"カブト?, Kuro Kabuto): normalmente più piccola e maneggevole della prima, può aumentare le sue dimensioni se vi viene inserita nel manico una capsula contenente dell'acqua.

## Accoglienza
Nei primi tre sondaggi di popolarità dei personaggi di One Piece, Usopp si è piazzato nella top ten, mentre in quelli del 2008 e del 2014 si è classificato rispettivamente all'11º e al 13º posto. In un sondaggio del 2007 promosso da Oricon, Usop è stato votato al decimo posto nella lista dei personaggi di cui si vorrebbe uno spin-off e al quinto nelle preferenze dei soli intervistati maschi.
Bryce Coulter di Mania Entertainment, ha affermato che il personaggio "aggiunge comicità e sollievo alla serie", ma che al tempo stesso "può risultare a volte irritante". Il critico afferma che alla sua prima apparizione al Villaggio di Shirop, Usop viene presentato come una figura quasi tragica, che, gravato dall'abbandono del padre, dalla morte della madre e dall'indifferenza dei suoi compaesani, deve affrontare le sue paure per andare avanti e unirsi alla ciurma di Cappello di paglia. Tra i migliori momenti del cecchino all'interno della serie, Rebecca Silverman di Anime News Network ha evidenziato il combattimento contro Perona a Thriller Bark, per l'inventiva di Usop, l'ilarità della scena e l'efficace doppiaggio. Il suo collega Sam Leach ha invece apprezzato il coinvolgimento del personaggio nell'arco di Dressrosa, in cui Usop sconfigge goffamente Sugar la prima volta, ma ottiene infine un momento di gloria battendo nuovamente Sugar con l'utilizzo dell'Ambizione, tecnica che fino a quel punto era stata riservata ai combattenti più forti della ciurma.
Nel dicembre 2019 a Kumamoto, città natale di Eiichiro Oda, sono state create delle statue in bronzo raffiguranti Sanji e Usop come omaggio all'autore.